# Lüong
Lüong, auch Luong oder Tael, war ein vietnamesisches Gewichtsmaß für Edelmetalle. 
- Annam: 1 Lüong = 1/16 Kahn = 39,05 Gramm